# VII Cumbre de la Alianza del Pacífico

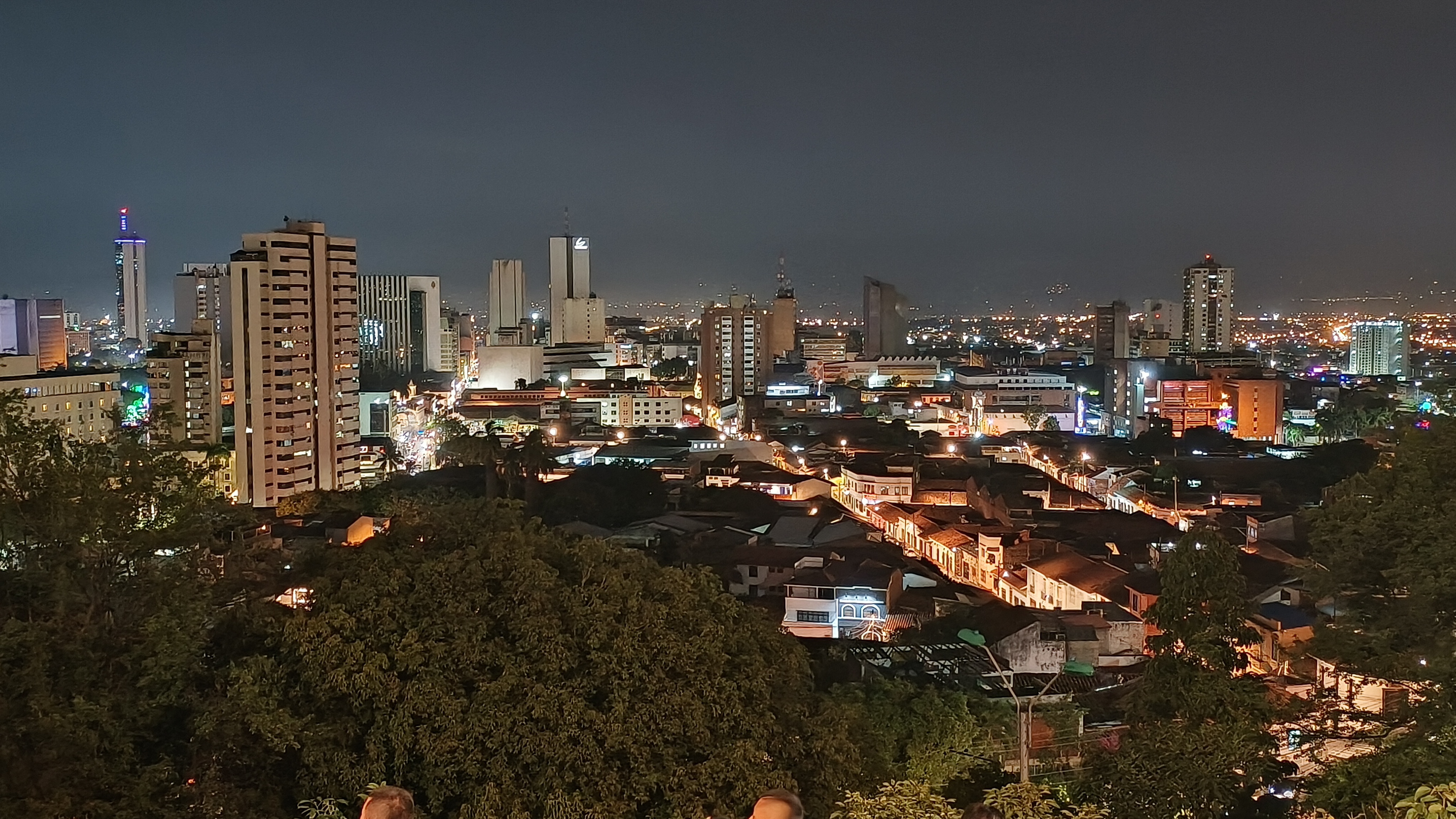
Santiago de Cali, sede de VII Cumbre de la Alianza del Pacífico.

La VII Cumbre de la Alianza del Pacífico se realizó del 20 al 24 de mayo de 2013 en Cali, Colombia contando con la presencia de varios representantes de los países observadores y alrededor de 300 presidentes de compañías de todo el mundo.
A la Cumbre asistieron los presidentes de los países miembros: México, Enrique Peña Nieto, Chile, Sebastián Piñera, Perú Ollanta Humala y Colombia, Juan Manuel Santos Calderón. Por parte de los países observadores asistió el primer ministro de Canadá, Stephen Harper, el presidente del Gobierno de España, Mariano Rajoy, la presidenta de Costa Rica, Laura Chinchilla y el presidente de Panamá, Ricardo Martinelli. Asistieron también el presidente de Guatemala, Otto Pérez Molina y delegaciones ministeriales de Uruguay, Australia, Japón, Portugal, Nueva Zelanda y República Dominicana, todos con el estatus de Miembros Observadores.
Entre los acuerdos más importantes se destacan la creación de una visa Alianza del Pacífico para promover el turismo de ciudadanos de países terceros dentro de la región, los lineamientos para la inclusión de nuevos países, donde Costa Rica comienza su proceso de adhesión con ayuda de un grupo de trabajo y la creación de un fondo de cooperación con un monto de US $1 millón, donde cada país aportará US $250 mil.
Son aceptados como nuevos países observadores Ecuador, El Salvador, Francia, Honduras, Paraguay, Portugal, y República Dominicana.
Luego de la cumbre, el 19 y 20 de junio, se realizará la primera macro-rueda de negocios de la Alianza del Pacífico, que se espera mueva 80 millones de dólares en negocios inmediatos y estará bajo la responsabilidad de ProChile, Proexport, ProMéxico y Promperú. Su objetivo será potenciar el comercio.
El bloque comercial busca la integración de los cuatro países y obtener facilidades para el ingreso a los mercados asiáticos. Los cuatro países representan el 50% del comercio de la región, un PIB de 3,048.238 billones de dólares el 35% del PIB de América Latina y poseen 215 millones de habitantes. La zona de comercio será similar a la Unión Europea, a la que le unirán Canadá, Panamá y Costa Rica, aspirantes a ser miembros plenos de este mecanismo de integración.

El primer presidente en ejercer el cargo es el presidente de Chile Sebastián Piñera que asumío el 5 de marzo de 2012.
| N.º | Presidente         | País     | Inicio período     | Fin del periodo    |
| --- | ------------------ | -------- | ------------------ | ------------------ |
| 1   | Sebastián Piñera   | Chile    | 5 de marzo de 2012 | 23 de mayo de 2013 |
| 2   | Juan Manuel Santos | Colombia | 23 de mayo de 2013 | en el cargo        |

## Mandatarios que asistieron
Presidentes
- Stephen Harper, primer ministro de Canadá
- Laura Chinchilla, presidenta de Costa Rica
- Mariano Rajoy, presidente del Gobierno de España
- Otto Pérez Molina, presidente de Guatemala
- Ricardo Martinelli, presidente de Panamá

Delegados
Asistieron también delegaciones ministeriales de Uruguay, Australia, Japón, Portugal, Nueva Zelanda y República Dominicana.

### Panamá
Dado que uno de los requisitos para formar parte de la alianza es tener acuerdos comerciales con todos sus miembros, Panamá gestiona por separado, tanto con México como con Colombia, tratados de libre comercio. El primero de mayo de 2012 entró en vigor un convenio firmado con Perú, mientras que con Chile ya tiene acuerdos. Panamá y México suspendieron las negociaciones que mantenían sobre un tratado de libre comercio en 2003, cuando llevaban un 80% de avance. Panamá estima poder unirse a finales de 2013, una vez sean negociados los aspectos comerciales restantes con México, así como otros de tipo aduanero con Colombia.

### Costa Rica
Actualmente Costa Rica ya tiene tratados de libre comercio con los cuatro miembros plenos de la alianza. Costa Rica y Colombia cerraron el 6 de marzo de 2013 las negociaciones para un tratado de libre comercio. El acuerdo fue firmado por los presidentes de Colombia y Costa Rica el 23 de mayo de 2013.

### Uruguay
En la reunión efectuada en México en agosto de 2012 se aceptó la incorporación de Uruguay como país observador, ya que había hecho el pedido de ingreso en esa calidad, en julio del mismo año. Uruguay tiene desde el 2003 un tratado de libre comercio con el país azteca.

### Canadá
En junio de 2012 Canadá dio indicaciones de estar interesada en la alianza puesto que ya cuenta con tratados de libre comercio con todos los países miembros, al igual que con Costa Rica. Canadá empezó participando como invitado especial en las cumbres presidenciales de la alianza pacífico y se incorporó como observador en septiembre de 2012.
En febrero de 2013, el canciller de Canadá, John Baird visitó Perú e indagó con el presidente Humala sobre los pasos a seguir para que su país sea miembro pleno de la Alianza del Pacífico.

### Otros países
Japón y Guatemala se incorporaron como países observadores en la cumbre de la Alianza del Pacífico que se realizó en Santiago de Chile en enero de 2012 con motivo de la primera reunión de la CELAC. También mostraron interés en incorporarse como observadores, tanto Brasil como Portugal.

Naciones como Estados Unidos, Australia,  Francia, Paraguay, El Salvador, Honduras, Italia e Indonesia también han manifestado su interés en la alianza.